# Syllepte erebarcha
Syllepte erebarcha là một loài bướm đêm trong họ Crambidae.